# Toán học thực nghiệm
Toán học thực nghiệm là một cách tiếp cận toán học trong đó tính toán được sử dụng để điều tra các đối tượng toán học và xác định các thuộc tính và mẫu.  Nó đã được định nghĩa là "nhánh toán học liên quan đến chính nó với việc mã hóa và truyền tải những hiểu biết trong cộng đồng toán học thông qua việc sử dụng thử nghiệm (theo nghĩa Galilean, Baconia, Aristoteles hoặc Kantian) về các phỏng đoán và niềm tin không chính thức hơn và phân tích cẩn thận dữ liệu thu được trong cuộc tìm kiếm này. "
Như Paul Halmos đã bày tỏ: "Toán học không phải là một khoa học suy diễn. Đó là một sự sáo rỗng. Khi bạn cố gắng chứng minh một định lý, bạn không chỉ liệt kê các giả thuyết, và sau đó bắt đầu suy luận. Những gì bạn làm là thử và sai, thử nghiệm, phỏng đoán. Bạn muốn tìm hiểu sự thật là gì, và những gì bạn làm là về mặt tương tự như những gì một kỹ thuật viên phòng thí nghiệm làm. " 

## Lịch sử
Các nhà toán học luôn luôn thực hành toán học thực nghiệm. Các hồ sơ hiện có về toán học thuở ban đầu, như toán học Babylon, thường bao gồm các danh sách các ví dụ số minh họa các danh tính đại số. Tuy nhiên, toán học hiện đại, bắt đầu từ thế kỷ 17, đã phát triển một truyền thống xuất bản kết quả trong một bài thuyết trình cuối cùng, chính thức và trừu tượng. Các ví dụ bằng số có thể đã khiến một nhà toán học ban đầu xây dựng một định lý chung không được công bố và thường bị lãng quên.
Toán học thực nghiệm như một lĩnh vực nghiên cứu riêng biệt xuất hiện trở lại vào thế kỷ XX, khi phát minh ra máy tính điện tử làm tăng đáng kể phạm vi tính toán khả thi, với tốc độ và độ chính xác cao hơn nhiều so với bất kỳ thế hệ toán học nào trước đây. Một cột mốc quan trọng và thành tựu của toán học thực nghiệm là phát hiện vào năm 1995 của công thức Bailey-Borwein-Plouffe cho các chữ số nhị phân của π. Công thức này được phát hiện không phải bằng lý luận chính thức, mà thay vào đó là tìm kiếm bằng số trên máy tính; chỉ sau đó mới tìm ra một chứng minh đầy đủ.